# 鎌田雄太郎
鎌田 雄太郎（かまた ゆうたろう、1992年8月20日 - ）は、日本の俳優。

## 出演

### テレビドラマ
- 仮面ライダークウガ（テレビ朝日、2000年） - 杜広之 役
- ウエディングプランナー SWEETデリバリー 第7話（フジテレビ、2002年5月22日）
- 四谷くんと大塚くん/天才少年探偵登場の巻（TBS、2004年7月21日）
- ウルトラQ dark fantasy 第23話「右365度の世界〜ALICE in the 365 degree world〜」（テレビ東京、2004年9月7日） - 小学生時代の吉安 役[1]
- 土曜ワイド劇場「キソウの女2帆村純〜刑事部機動捜査隊〜」（テレビ朝日、2005年5月21日）

### バラエティ
- 世にも奇妙な物語（フジテレビ）

### CM
- エバラ食品「塩だれ 週末篇」（2003年）
- 日本マクドナルド「朝マック」（2003年）
- トヨタ自動車「NOAH ELCEO edition」飛魚篇（2003年5月）後藤果萌と共演
- Canon「カメラダイレクト」（2003年6月）
- ハウス「冷しゃぶ」（2006年）

### 映画
- 「呪霊 THE MOVIE」エピソードIII（2003年3月公開） - 前園幹生 役